# Diócesis de Oruro
La diócesis de Oruro (en latín: Dioecesis Orurensis) es una circunscripción eclesiástica de la Iglesia católica en Bolivia. Se trata de una diócesis latina, sufragánea de la arquidiócesis de Cochabamba. Desde el 30 de junio de 2005 su obispo es Krzysztof Bialasik, de los Misioneros del Verbo Divino.

## Territorio y organización
La diócesis tiene 53 388 km² y extiende su jurisdicción sobre los fieles católicos de rito latino residentes en el departamento de Oruro.
La sede de la diócesis se encuentra en la ciudad de Oruro, en donde se halla la Catedral de Nuestra Señora de la Asunción.
En 2020 en la diócesis existían 27 parroquias.

## Historia
La diócesis fue erigida el 11 de noviembre de 1924 con la bula Praedecessoribus Nostris del papa Pío XI, obteniendo el territorio de la arquidiócesis de La Plata, que a su vez asumió el nombre de arquidiócesis de Sucre.
Originalmente sufragánea de Sucre, el 18 de junio de 1943 pasó a formar parte de la provincia eclesiástica de la arquidiócesis de La Paz, de la que se separó el 30 de julio de 1975 para pasar a ser sufragánea de la arquidiócesis de Cochabamba.
El 22 de octubre de 1963, con la carta apostólica Dulci cuidam, el papa Pablo VI proclamó a la Santísima Virgen María de la Asunción al cielo y a san Felipe el Apóstol como principales patronos de la diócesis.

## Estadísticas
Según el Anuario Pontificio 2022 la diócesis tenía a fines de 2021 un total de 431 032 fieles bautizados.
| Año                                                                             | Población            | Población | Población      | Sacerdotes | Sacerdotes    | Sacerdotes    | Bautizados por sacerdote | Diáconos permanentes | Religiosos | Religiosos | Parroquias |
| Año                                                                             | Bautizados católicos | Total     | % de católicos | Total      | Clero secular | Clero regular | Bautizados por sacerdote | Diáconos permanentes | Varones    | Mujeres    | Parroquias |
| ------------------------------------------------------------------------------- | -------------------- | --------- | -------------- | ---------- | ------------- | ------------- | ------------------------ | -------------------- | ---------- | ---------- | ---------- |
| 1950                                                                            | 184 000              | 185 000   | 99.5           | 28         | 17            | 11            | 6571                     |                      | 13         | 42         | 15         |
| 1964                                                                            | 270 000              | 280 000   | 96.4           | 56         | 26            | 30            | 4821                     |                      | 39         | 70         | 31         |
| 1970                                                                            | 260 000              | 305 000   | 85.2           | 66         | 24            | 42            | 3939                     |                      | 50         | 69         | 31         |
| 1976                                                                            | 375 000              | 398 000   | 94.2           | 36         | 12            | 24            | 10 416                   | 11                   | 51         | 57         | 25         |
| 1980                                                                            | 365 000              | 411 000   | 88.8           | 36         | 13            | 23            | 10 138                   | 5                    | 40         | 54         | 26         |
| 1990                                                                            | 444 050              | 475 000   | 93.5           | 45         | 18            | 27            | 9867                     | 8                    | 39         | 78         | 37         |
| 1999                                                                            | 328 934              | 386 981   | 85.0           | 40         | 16            | 24            | 8223                     | 6                    | 33         | 95         | 37         |
| 2000                                                                            | 331 879              | 390 440   | 85.0           | 33         | 15            | 18            | 10 056                   | 6                    | 29         | 95         | 37         |
| 2001                                                                            | 315 193              | 393 991   | 80.0           | 36         | 21            | 15            | 8755                     | 5                    | 24         | 92         | 37         |
| 2002                                                                            | 333 090              | 391 870   | 85.0           | 36         | 21            | 15            | 9252                     | 5                    | 27         | 93         | 37         |
| 2003                                                                            | 312 928              | 397 621   | 78.7           | 40         | 23            | 17            | 7823                     | 5                    | 30         | 94         | 37         |
| 2004                                                                            | 342 993              | 403 521   | 85.0           | 36         | 19            | 17            | 9527                     | 5                    | 29         | 104        | 37         |
| 2013                                                                            | 426 832              | 490 612   | 87.0           | 42         | 27            | 15            | 10 162                   | 2                    | 24         | 80         | 42         |
| 2016                                                                            | 431 312              | 497 297   | 86.7           | 44         | 28            | 16            | 9802                     | 2                    | 21         | 83         | 43         |
| 2019                                                                            | 411 498              | 536 218   | 76.7           | 55         | 40            | 15            | 7481                     | 2                    | 20         | 82         | 43         |
| 2021                                                                            | 431 032              | 571 231   | 75.5           | 51         | 37            | 14            | 8451                     | 2                    | 20         | 79         | 51         |
| Fuente: Catholic-Hierarchy, que a su vez toma los datos del Anuario Pontificio. |                      |           |                |            |               |               |                          |                      |            |            |            |

## Episcopologio
- Abel Isidoro Antezana y Rojas, C.M.F. † (13 de noviembre de 1924-16 de enero de 1938 nombrado obispo de La Paz)
- Ricardo Chávez Álcazar † (27 de enero de 1938-30 de septiembre de 1949 falleció)
  - Sede vacante (1949-1951)
- Bertoldo Bühl, O.F.M. † (26 de octubre de 1951-17 de junio de 1953 renunció[nota 1])
- Luis Aníbal Rodríguez Pardo † (17 de junio de 1953-28 de julio de 1956 nombrado arzobispo coadjutor de Cochabamba[nota 2])
- Jorge Manrique Hurtado † (28 de julio de 1956-27 de julio de 1967 nombrado arzobispo de La Paz)
- René Fernández Apaza † (2 de marzo de 1968-21 de noviembre de 1981 nombrado arzobispo coadjutor de Sucre)
- Julio Terrazas Sandoval, C.SS.R. † (9 de enero de 1982-6 de febrero de 1991 nombrado arzobispo de Santa Cruz de la Sierra)
- Braulio Sáez García, O.C.D. (7 de noviembre de 1991-11 de septiembre de 2003 nombrado obispo auxiliar de Santa Cruz de la Sierra[nota 3])
- Krzysztof Bialasik, S.V.D., desde el 30 de junio de 2005